# Акбасты (озеро)
Акбасты (каз. Ақбасты) — озеро в Жамбылском районе Северо-Казахстанской области Казахстана. Находится в 19 км к юго-западу от села Май-Балык. В 1 км к северо-западу от села Украинское.
По данным топографической съёмки 1940-х годов, площадь поверхности озера составляет 1,62 км². Наибольшая длина озера — 1,8 км, наибольшая ширина — 1,3 км. Длина береговой линии составляет 4,8 км, развитие береговой линии — 1,06. Озеро расположено на высоте 155,5 м над уровнем моря.
Озеро входит в перечень рыбохозяйственных водоёмов местного значения.